# 西瓜棋
西瓜棋，又名瓜棋、包棋、圍瓜棋、簸箕棋、月亮棋、鍋耳棋、火熥钵棋、肚脐棋、打伞棋、地球棋、月光棋，是流傳於中國的兩人棋類，與古羅馬的熊棋有關，類似的棋類有銅錢棋、雙圓棋。
西瓜棋始於1980年代的台灣小學學童間流傳，因棋盤看似籃球又像西瓜故名西瓜棋。其棋子走法使用類似跳棋規則，吃子原則使用圍棋規則，戰略又似象棋。新手起始為四子，熟悉後可使用六子。

因為棋盤簡潔不需精準工具可以自行繪製，棋具簡易可用任意二種物品替代，石頭、木片撿來的跳棋圍棋棋子都可以玩，遂在物質不豐的年代流傳。

西瓜棋設計簡易，變化不多，可做為初期邏輯思考訓練工具。

十三甲伯公廟西瓜棋棋盤

## 棋具

- 棋盤為圓形中兩條直線交叉，圓心交叉處畫一個小圓形，在圓周上下左右朝內各劃一個圓弧，組成二十一個棋點。

- 雙方各執六子，以顏色區分敵我。

## 規則
- 棋子皆放在棋點，置於最靠近己方的六個點。

- 每人一著。棋子皆須需沿線移至鄰近的空白棋點，如果因此包圍使敵棋不得動彈，就將該敵棋其移除棋盤不再使用。

- 將敵方棋數消滅至兩枚以下獲勝[3]。

## 其他版本
- 寧波慈溪滸山街道的四子撵六角，每方四枚棋子置於最靠近己方的四個點。增加一種勝利方式：四枚棋子到敵方初始位置為勝[4]。

## 外部連結
- 遊戲下載[永久]